# Beata Borowicz-Sierocka
Beata Borowicz-Sierocka (ur. 17 lipca 1950 we Wrocławiu)– polska filozof specjalizująca się w filozofii komunikacji, teorii transcendentalno-pragmatycznej i krytyczno-hermeneutycznej. Od 2005 dziekan Wydziału Nauk Społecznych i Dziennikarstwa w Dolnośląskiej Szkole Wyższej we Wrocławiu.

## Życiorys

### Młodość i edukacja
Wychowała się we Wrocławiu. Jest absolwentką XII Liceum Ogólnokształcącego we Wrocławiu. W latach 1968–1973 studiowała germanistykę na Uniwersytecie Wrocławskim. W rok przed zakończeniem studiów filologicznych podjęła równoległe studia filozoficzne, zakończone dyplomem magisterskim w 1977. Jeszcze w trakcie tych studiów rozpoczęła pracę naukowo-dydaktyczną w Instytucie Filozofii Uniwersytetu Wrocławskiego. W 1985 uzyskała stopień naukowy doktora nauk humanistycznych w zakresie filozofii, a w 2003 stopień doktora habilitowanego.

### Praca zawodowa
Pracując w Instytucie Filozofii Uniwersytetu Wrocławskiego (w latach 1975–2005) sprawowała m.in. funkcję kierownika Zakładu Filozofii Społecznej, kierownika Zakładu Filozofii Współczesnej, przewodniczącego Wrocławskiego Oddziału Polskiego Towarzystwa Filozoficznego, wicedyrektora Instytutu Filozofii. W latach 1996–2005 prowadziła – założoną przez siebie według autorskiego projektu – Wrocławską Wszechnicę Filozoficzną. Była również autorką i organizatorką pierwszych na Uniwersytecie Wrocławskim interdyscyplinarnych studiów filozoficznych z zakresu filozofii komunikacji. Z tematyką tych studiów związany był również cykl prowadzonych przez nią interdyscyplinarnych konferencji, podejmujących zagadnienia z zakresu szeroko rozumianej racjonalności komunikacyjnej. Za swą działalność dydaktyczno-wychowawczą odznaczona została w 1998 Medalem Komisji Edukacji Narodowej.
Od 1997 związana jest z działalnością naukowo-dydaktyczną Dolnośląskiej Szkoły Wyższej. W 2005 DSW stała się jej podstawowym i jedynym miejscem pracy. Zajmuje tam stanowisko dziekana Wydziału Nauk Społecznych i Dziennikarstwa, a także kierownika Katedry Antropologii Kulturowej.

## Wybrane publikacje
Jest autorką około 50 publikacji naukowych z zakresu filozofii.
Monografie:
- Prolegomena do filozofii krytycznej. Wokół negatywnej dialektyki Th. W. Adorno
- Krytyka i dyskurs. O transcendentalno-pragmatycznym uprawomocnieniu krytyki filozoficznej
- Communicating Aggression in a Megamedia World

Redakcja naukowa Via Communicandi (interdyscyplinarnej serii wydawniczej poświęconej problematyce racjonalności komunikacyjnej), z opublikowanymi dotychczas czterema tomami:
- Przełom komunikacyjny a filozoficzna idea konsensu (2003)
- Aspekty kompetencji komunikacyjnej (2005)
- Wspólnota komunikacyjna w teorii i praktyce (2007)
- Prace z antropologii komunikacji i epistemologii społecznej (2012)

Tłumaczenia:
- Heinz Lemmermann, Szkoła retoryki
- Heinz Lemmermann,  Szkoła debaty
- Neokantyzm (we współautorstwie z Czesławem Karkowskim)
- Hans-Georg Gadamer, Język i rozumienie (we współautorstwie z Piotrem Dehnelem)

Artykuły (m.in.):
- Okaleczona wspólnota komunikacyjna
- Wokół antropologii komunikacji
- Antropologia bez antropocentryzmu, Idea wspólnoty komunikacyjnej a pytanie o conditio humana
- Idea współodpowiedzialności a model racjonalności dyskursywnej. Przyczynek do projektu nowej paidei
- O statusie filozoficznych badań nad kompetencją komunikacyjną. Ujęcie transcendentalno-pragmatyczne
- Performatywno-propozycjonalna struktura języka a perspektywa antropologiczna